# Represión política en el Imperio del Japón
La represión política en el Imperio del Japón duró desde el período Meiji hasta la rendición del Imperio de Japón después del final de la Segunda Guerra Mundial. Durante todo este período, la disidencia fue restringida por las leyes, y la policía y los disidentes se convirtieron en presos políticos.
Se aprobaron varias leyes para reducir la disidencia en el Japón imperial, incluida la Ley Policial para la Paz Pública en 1900 y las Leyes de Preservación de la Paz en 1925.
La primera policía secreta en el Japón imperial fue el Danjodai, establecido en mayo de 1869. La Tokubetsu Kōtō Keisatsu (Tokko) se estableció en 1911 después del caso Kōtoku de 1910.